# Mesomyia hirsuta
Mesomyia hirsuta är en tvåvingeart som först beskrevs av Ricardo 1920.  Mesomyia hirsuta ingår i släktet Mesomyia och familjen bromsar. Inga underarter finns listade i Catalogue of Life.